# العلاقات اللبنانية النيوزيلندية
العلاقات اللبنانية النيوزيلندية هي العلاقات الثنائية التي تجمع بين لبنان ونيوزيلندا.

## مقارنة بين البلدين
هذه مقارنة عامة ومرجعية للدولتين:
| وجه المقارنة                                              | لبنان                                                                | نيوزيلندا                                              |
| --------------------------------------------------------- | -------------------------------------------------------------------- | ------------------------------------------------------ |
| المساحة (كم2)                                             | 10.45 ألف                                                            | 268.02 ألف                                             |
| عدد السكان (نسمة)                                         | 6.10 مليون                                                           | 4.24 مليون                                             |
| الكثافة السكانية (ن./كم²)                                 | 583.73                                                               | 15.82                                                  |
| العاصمة                                                   | بيروت                                                                | ويلينغتون، أوكلاند                                     |
| اللغة الرسمية                                             | اللغة العربية، لغة فرنسية                                            | لغة إنجليزية، اللغة الماورية، لغة الإشارة النيوزيلندية |
| العملة                                                    | ليرة لبنانية                                                         | دولار نيوزيلندي، الجنيه النيوزيلندي                    |
| الناتج المحلي الإجمالي (بليون دولار)                      | 51.84 مليار                                                          | 205.85 مليار                                           |
| الناتج المحلي الإجمالي (تعادل القوة الشرائية) بليون دولار | 81.54 مليار                                                          |                                                        |
| الناتج المحلي الإجمالي الاسمي للفرد دولار أمريكي          | 8.05 ألف                                                             |                                                        |
| الناتج المحلي الإجمالي للفرد دولار أمريكي                 | 17.46 ألف                                                            |                                                        |
| مؤشر التنمية البشرية                                      | 0.769                                                                | 0.914                                                  |
| رمز المكالمات الدولي                                      | +961                                                                 | +64                                                    |
| رمز الإنترنت                                              | .lb                                                                  | .nz                                                    |
| المنطقة الزمنية                                           | ت ع م+02:00، ت ع م+03:00، توقيت شرق أوروبا، توقيت شرق أوروبا الصيفي ‏ | ت ع م+13:00، ت ع م+12:00                               |

## منظمات دولية مشتركة
يشترك البلدان في عضوية مجموعة من المنظمات الدولية، منها:
| علم المنظمة | اسم المنظمة                               | تاريخ انضمام لبنان | تاريخ انضمام نيوزيلندا |
| ----------- | ----------------------------------------- | ------------------ | ---------------------- |
|             | البنك الدولي للإنشاء والتعمير             | 14 أبريل 1947      | 31 أغسطس 1961          |
|             | منظمة حظر الأسلحة الكيميائية              | ?                  | ?                      |
|             | المركز الدولي لتسوية المنازعات الاستشارية | 25 أبريل 2003      | 2 مايو 1980            |
|             | الأمم المتحدة                             | 24 أكتوبر 1945     | 24 أكتوبر 1945         |
|             | منظمة الشرطة الجنائية الدولية             | ?                  | ?                      |
|             | وكالة ضمان الاستثمار متعدد الأطراف        | 19 أكتوبر 1994     | 22 أبريل 2008          |
|             | يونسكو                                    | 4 نوفمبر 1946      | 4 نوفمبر 1946          |
|             | مؤسسة التنمية الدولية                     | 10 أبريل 1962      | 1 أكتوبر 1974          |
|             | مؤسسة التمويل الدولية                     | 28 ديسمبر 1956     | 31 أغسطس 1961          |
|             | الاتحاد البريدي العالمي                   | ?                  | ?                      |
|             | الاتحاد الدولي للاتصالات                  | 12 يناير 1924      | 3 يونيو 1878           |

## وصلات خارجية
- موقع وزارة الخارجية النيوزيلندية